# Thailändische Frauen-Cricket-Nationalmannschaft
Die thailändische Frauen-Cricket-Nationalmannschaft vertritt als Frauen-Nationalmannschaft Thailand auf internationaler Ebene in der Sportart Cricket. Das Team wird von der Cricket Association of Thailand (CAT) geleitet und ist seit 2005 assoziiertes Mitglied im International Cricket Council. Damit gehört es zur zweiten Reihe der Nationalmannschaften und verfügt seit 2019, wie alle ICC-Mitglieder, über vollen WTwenty20. Der bisher größte Erfolg war die Qualifikation für den T20 World Cup (2020) sowie den Women’s Asia Cup (2012, 2016, 2018), bei der es jeweils in der Vorrunde ausschied.

## Geschichte

### Die Anfänge
Thailand spielte sein erstes internationales Spiel 2007 beim ACC Women’s Tournament gegen Nepal, welches sie verloren, nachdem sie für 40 Runs all ihre Wickets verloren hatten. Gleiches widerfuhr ihnen in den weiteren Gruppenspielen gegen Hongkong und Malaysia. Zwei Jahre später spielten sie bei der ACC Women’s Twenty20 Championship 2009 und konnten dort nach starken Ergebnissen in der Vorrunde ins Finale einziehen, wo sie Hongkong unterlagen. Bei der ACC Women’s Championship 2011 in Kuwait gelang ihnen als Zweiter die Vorrunde zu überwinden um sich für das Halbfinale zu qualifizieren. Dort unterlagen sie gegen die Volksrepublik China. Die erste Teilnahme beim Women’s Asia Cup erfolgte 2012. Das Team setzte sich gegen Hongkong durch, verlor jedoch die beiden weiteren Gruppenspiele gegen Indien und Pakistan und schied so in der Vorrunde aus.

### Erste Erfolge und Rückschläge
Bei der ACC Women’s Championship 2013 gelang ihnen das Überstehen der Vorrunde. Während sie dort noch der Volksrepublik China unterlagen, konnten sie sich später im Finale gegen denselben Gegner durchsetzen und das Turnier für sich entscheiden. Damit qualifizierten sie sich erstmals für ein Qualifikationsturnier einer Weltmeisterschaft. Dort konnten sie sich zwar in der Vorrunde gegen die Niederlande behaupten, verloren jedoch alle weiteren Gruppenspiele. Zwei Jahre später waren sie der Ausrichter des Turniers, verloren jedoch all ihre Gruppenspiele. Beim Women’s Twenty20 Asia Cup 2016 konnten sie in der Vorrunde nur Nepal besiegen und wurden Vorletzter.
Über ein regionales Qualifikationsturnier konnten sie sich für den Women’s Cricket World Cup Qualifier 2017 qualifizieren. Bei dieser Qualifikation für den ODI World Cup konnten sie kein Spiel gewinnen. Gleiches geschah bei der Qualifikation für den T20 World Cup 2019, wo sie ebenfalls sieglos in der Gruppenphase scheiterten.

### Vorstoß auf internationale Bühne

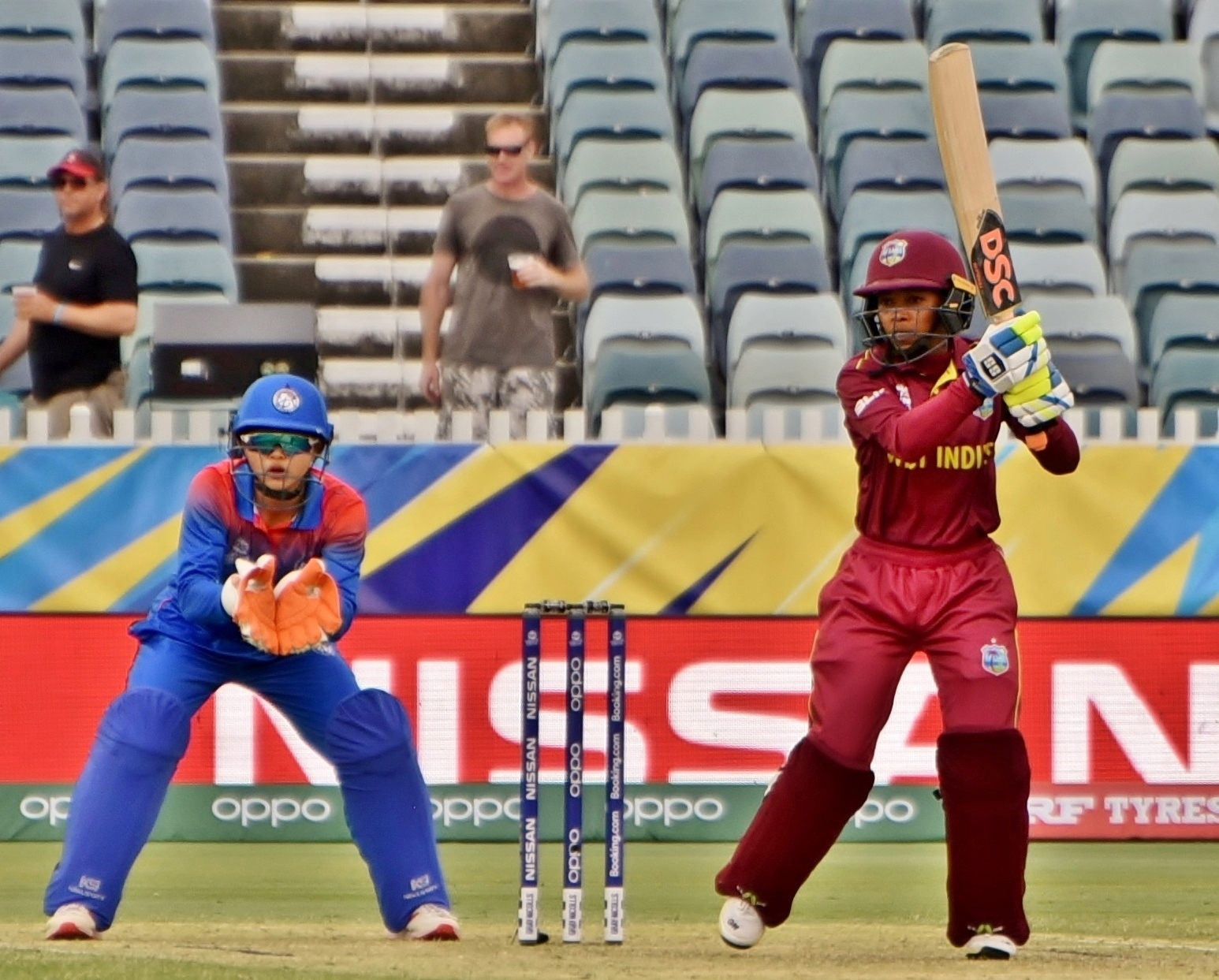
Thailand gegen die West Indies beim T20 World Cup 2020

Der größte Erfolg bislang gelang ihnen bei der Qualifikation für den T20 World Cup 2020. Sie konnten ihre Vorrundengruppe gewinnen und gewannen das entscheidende Halbfinale gegen Papua-Neuguinea, womit sich Thailand für den T20 World Cup 2020 in Australien qualifizierte. Dort unterlagen sie gegen England, den West Indies und Südafrika, während das Spiel gegen Pakistan nach Regenfällen abgebrochen werden musste.

## Organisation
Die Cricket Association of Thailand (CAT; thailändisch สมาคมกีฬาคริกเก็ตแห่งประเทศไทย) wurde 2005 gegründet und ist verantwortlich für die Organisation des Cricket in Thailand. Im selben Jahr wurde er assoziiertes Mitglied (Associate Member) des International Cricket Council (ICC). Die CAT ist außerdem Mitglied der Asian Cricket Conference (ACC; heute Asian Cricket Council).
Die Cricket Association of Thailand stellt die Thailand  vertretenen Cricket-Nationalmannschaften, einschließlich der für die Männer, Frauen und Jugend, zusammen. Der Verband ist außerdem verantwortlich für die Durchführung von WODI- und WTwenty20-Serien gegen andere Nationalmannschaften sowie die Organisation von Heimspielen und -turnieren. Neben der Aufstellung des Teams ist er verantwortlich für den Kartenverkauf, der Gewinnung von Sponsoren und der Vermarktung der Medienrechte.
Kinder und Jugendliche werden bereits in der Schule an den Cricketsport herangeführt und je nach Interesse und Talent beginnt dann die Ausbildung. Wie andere Cricketnationen verfügt Thailand über eine U-19-Nationalmannschaft, die an der entsprechenden Weltmeisterschaft teilnimmt.

## Spielerinnen

### Spielerstatistiken
Insgesamt haben für Thailand 16 Spielerinnen WODIs und 24 Spielerinnen WTwenty20s gespielt. Im Folgenden sind die Spielerinnen aufgeführt, die für die thailändische Mannschaft die meisten Runs und Wickets erzielt haben.

#### Runs
| WODI                   | WODI                   | WODI                   | WODI                   | WTwenty20              | WTwenty20              | WTwenty20              | WTwenty20              |
| Spielerin              | Zeitraum               | WODIs                  | Runs                   | Spielerin              | Zeitraum               | WTwenty20s             | Runs                   |
| ---------------------- | ---------------------- | ---------------------- | ---------------------- | ---------------------- | ---------------------- | ---------------------- | ---------------------- |
| Natthakan Chantham     | 2022–heute             | 14                     | 630                    | Nannapat Koncharoenkai | 2018–heute             | 107                    | 1.888                  |
| Naruemol Chaiwai       | 2022–heute             | 14                     | 316                    | Natthakan Chantham     | 2018–heute             | 093                    | 1.870                  |
| Nannapat Koncharoenkai | 2022–heute             | 11                     | 182                    | Naruemol Chaiwai       | 2018–heute             | 104                    | 1.535                  |
| Nattaya Boochatham     | 2022–heute             | 13                     | 165                    | Chanida Sutthiruang    | 2018–heute             | 108                    | 1.010                  |
| Chanida Sutthiruang    | 2022–heute             | 14                     | 155                    | Nattaya Boochatham     | 2018–heute             | 102                    | 0849                   |
| Stand: 13. August 2025 | Stand: 13. August 2025 | Stand: 13. August 2025 | Stand: 13. August 2025 | Stand: 13. August 2025 | Stand: 13. August 2025 | Stand: 13. August 2025 | Stand: 13. August 2025 |

#### Wickets
| WODI                   | WODI                   | WODI                   | WODI                   | WTwenty20              | WTwenty20              | WTwenty20              | WTwenty20              |
| Spielerin              | Zeitraum               | WODIs                  | Wickets                | Spielerin              | Zeitraum               | WTwenty20s             | Wickets                |
| ---------------------- | ---------------------- | ---------------------- | ---------------------- | ---------------------- | ---------------------- | ---------------------- | ---------------------- |
| Thipatcha Putthawong   | 2022–heute             | 14                     | 23                     | Nattaya Boochatham     | 2018–heute             | 102                    | 126                    |
| Onnicha Kamchomphu     | 2022–heute             | 13                     | 18                     | Onnicha Kamchomphu     | 2018–heute             | 104                    | 106                    |
| Suleeporn Laomi        | 2022–heute             | 12                     | 16                     | Thipatcha Putthawong   | 2019–heute             | 072                    | 105                    |
| Phannita Maya          | 2022–heute             | 14                     | 12                     | Chanida Sutthiruang    | 2018–heute             | 108                    | 087                    |
| Nattaya Boochatham     | 2022–heute             | 13                     | 12                     | Suleeporn Laomi        | 2018–heute             | 083                    | 082                    |
| Stand: 13. August 2025 | Stand: 13. August 2025 | Stand: 13. August 2025 | Stand: 13. August 2025 | Stand: 13. August 2025 | Stand: 13. August 2025 | Stand: 13. August 2025 | Stand: 13. August 2025 |

### Mannschaftskapitäninnen
Bisher hat insgesamt eine Spielerin als Kapitänin für Thailand bei einem WODI fungiert und vier für ein WTwenty20.
| WODI | WODI             | WODI       | WTwenty20              | WTwenty20  |
| Nr.  | Name             | Zeitraum   | Name                   | Zeitraum   |
| ---- | ---------------- | ---------- | ---------------------- | ---------- |
| 1    | Naruemol Chaiwai | 2022–heute | Sornnarin Tippoch      | 2018–2020  |
| 2    |                  |            | Naruemol Chaiwai       | 2021–heute |
| 3    |                  |            | Nannapat Koncharoenkai | 2023       |
| 4    |                  |            | Thipatcha Putthawong   | 2024       |

## Bilanz
Die Mannschaft hat die folgenden Bilanzen gegen die anderen Vollmitglieder des ICC im WODI- und WTwenty20-Cricket (Stand: 13. August 2025).
| Gegner      | WODIs | WODIs | WODIs | WODIs | WODIs | WTwenty20s | WTwenty20s | WTwenty20s | WTwenty20s | WTwenty20s |
| Gegner      | Sp.   | S     | U     | N     | NR    | Sp.        | S          | U          | N          | NR         |
| ----------- | ----- | ----- | ----- | ----- | ----- | ---------- | ---------- | ---------- | ---------- | ---------- |
| Bangladesch | 1     | 0     | 0     | 1     | 0     | 7          | 0          | 0          | 7          | 0          |
| England     | 0     | 0     | 0     | 0     | 0     | 1          | 0          | 0          | 1          | 0          |
| Indien      | 0     | 0     | 0     | 0     | 0     | 3          | 0          | 0          | 3          | 0          |
| Irland      | 1     | 0     | 0     | 1     | 0     | 5          | 3          | 0          | 2          | 0          |
| Pakistan    | 1     | 0     | 0     | 1     | 0     | 3          | 1          | 0          | 1          | 1          |
| Sri Lanka   | 0     | 0     | 0     | 0     | 0     | 5          | 1          | 0          | 4          | 0          |
| Südafrika   | 0     | 0     | 0     | 0     | 0     | 1          | 0          | 0          | 1          | 0          |
| West Indies | 1     | 0     | 0     | 1     | 0     | 1          | 0          | 0          | 1          | 0          |

## Internationale Turniere

### Women’s Cricket World Cup
- 1973: nicht teilgenommen
- 1978: nicht teilgenommen
- 1982: nicht teilgenommen
- 1988: nicht teilgenommen
- 1993: nicht teilgenommen
- 1997: nicht teilgenommen
- 2000: nicht teilgenommen
- 2005: nicht teilgenommen
- 2009: nicht teilgenommen
- 2013: nicht teilgenommen
- 2017 nicht qualifiziert (Qualifikation)
- 2022: nicht teilgenommen
- 2025: nicht teilgenommen
- 2029: noch ausstehend

### Women’s T20 World Cup
- 2009: nicht teilgenommen
- 2010: nicht teilgenommen
- 2012: nicht teilgenommen
- 2014 nicht qualifiziert (Qualifikation)
- 2016 nicht qualifiziert (Qualifikation)
- 2018 nicht qualifiziert (Qualifikation)
- 2020 Vorrunde (Qualifikation)
- 2023: nicht teilgenommen
- 2024: nicht teilgenommen
- 2026: noch ausstehend
- 2028: noch ausstehend

### Women’s Asia Cup
- 2004: nicht teilgenommen
- 2005/06: nicht teilgenommen
- 2006: nicht teilgenommen
- 2008: nicht teilgenommen
- 2012 Vorrunde
- 2016 Vorrunde
- 2018 Vorrunde
- 2022: nicht qualifiziert
- 2024: nicht qualifiziert